# Chumma gastroperforata
Chumma gastroperforata är en spindelart som beskrevs av Rudy Jocqué 200. Chumma gastroperforata ingår i släktet Chumma och familjen Chummidae. Inga underarter finns listade i Catalogue of Life.